# Diproqualone
Diproqueller là một loại GABAergic quinazolinone và là một dạng tương tự của methaqualone được phát triển vào cuối những năm 1950 bởi một nhóm tại Nogentaise de Produits Chimique. Nó được bán trên thị trường chủ yếu ở Pháp và một số nước châu Âu khác. Nó có tác dụng an thần, giải lo âu, thuốc kháng histamin và thuốc giảm đau thuộc tính, phát sinh từ hoạt động chủ vận tại subtype β của thụ thể GABAA, hoạt động đối kháng ở tất cả thụ thể histamine, ức chế enzymecyclooxygenase-1, và có thể hoạt động chủ vận của nó ở cả thụ thể sigma-1 và sigma-2 (chức năng của các thụ thể này và mối liên quan lâm sàng của chúng vẫn chưa được xác định). Diproqueller được sử dụng chủ yếu để điều trị đau do viêm do viêm xương khớp và viêm khớp dạng thấp, [1] và hiếm khi điều trị chứng mất ngủ, lo lắng và đau thần kinh. 
Diproqueller là chất tương tự duy nhất của methaquater vẫn còn được sử dụng rộng rãi trên lâm sàng, do tác dụng chống viêm và giảm đau hữu ích của nó bên cạnh các tác dụng an thần và giải lo âu phổ biến đối với các thuốc khác thuộc nhóm này. Vẫn còn một số lo ngại về tiềm năng của diproqueller khi lạm dụng và quá liều, và vì vậy nó không được bán dưới dạng thuốc nguyên chất mà chỉ là muối camphosulfonate trong hỗn hợp kết hợp với các loại thuốc khác như ethenzamide. 